# Bulbophyllum longirepens
Bulbophyllum longirepens är en orkidéart som beskrevs av Henry Nicholas Ridley. Bulbophyllum longirepens ingår i släktet Bulbophyllum och familjen orkidéer. Inga underarter finns listade i Catalogue of Life.